# Ситовой анализ
Ситовой анализ — определение процентного содержания (по массе) фракций в пылевидном или зернистом материале, состоящих из частиц определенного размера. 
Анализ производят просеиванием навески материала через набор стандартных сит, различающихся размером ячеек. Ячейки в ситах обычно квадратные, круглые или прямоугольные. Чем ниже расположено сито, тем меньше в нём ячейки. Таким образом, частицы исходного материала размерами меньше размеров ячеек сита проходят к нижележащему ситу, а частицы большего размера задерживаются на поверхности сита. Обычно применяют не менее 1 и не более 20 сит, а количество фракций всегда на единицу больше количества сит. 
В качестве материалов для изготовления сит применяют проволоку (стальную, медную, латунную) или нити (шелковые, капроновые, нейлоновые), из которых сплетают или ткут сетки. Также встречаются сита из штампованных металлических решеток (перфорированные сита). Для отсеивания очень мелких порошков применяют микросита из никелевой фольги, в которых квадратные ячейки расширяются книзу (для предотвращения забивки).
Ситовой анализ проводят ручным или механизированным способом, а также сухим или мокрым способом в зависимости от размеров и свойств материала и заданной точности анализа. Для эффективного рассева через мелкую ячейку (обычно менее 200 мкм), также используют воздухоструйные просеивающие машины.